# Saint-Martin-d’Auxy
Saint-Martin-d’Auxy ist eine französische Gemeinde mit 146 Einwohnern (Stand: 1. Januar 2022) im Département Saône-et-Loire in der Region Bourgogne-Franche-Comté (vor 2016 Bourgogne). Die Gemeinde gehört zum Arrondissement Chalon-sur-Saône und zum Kanton Givry (bis 2015: Buxy).

## Lage
Saint-Martin-d’Auxy liegt etwa 27 Kilometer westsüdwestlich von Chalon-sur-Saône. Umgeben wird Saint-Martin-d’Auxy von den Nachbargemeinden Marcilly-lès-Buxy im Norden und Osten, Saint-Privé im Südosten, Saint-Micaud im Süden und Südwesten sowie Saint-Laurent-d’Andenay im Westen und Nordwesten.

## Bevölkerung
| Jahr                      | 1962 | 1968 | 1975 | 1982 | 1990 | 1999 | 2006 | 2011 | 2016 |
| ------------------------- | ---- | ---- | ---- | ---- | ---- | ---- | ---- | ---- | ---- |
| Einwohnerzahl             | 54   | 44   | 53   | 48   | 63   | 61   | 82   | 90   | 104  |
| Quelle: Cassini und INSEE |      |      |      |      |      |      |      |      |      |